# Gino Coutinho
Gino Coutinho ('s-Hertogenbosch, 5 agosto 1982) è un ex calciatore olandese, originario del Suriname, di ruolo portiere.

## Carriera

### Club
Coutinho ha giocato nelle giovanili del PSV, per poi giocare in prima squadra. Poi giocò anche nel Den Bosch nel NAC Breda, nel Vitesse e nell'ADO Den Haag. Il 9 maggio 2011 è stato condannato a 6 mesi con la condizionale e 240 ore di lavori sociali per frode, riciclaggio di denaro e coltivazione di marijuana. Già nell'agosto del 2009 la polizia olandese aveva scoperto un laboratorio per la preparazione di marijuana in un edificio acquistato da Coutinho e suo padre è già stato condannato a marzo a due anni di prigione.
Il 12 maggio 2013 in occasione di Zwolle-ADO Den Haag tocca quota 100 presenze in campionato con la squadra dell'Aia.
Il 2 settembre 2018 si è ritirato dal calcio giocato.